# 藤井産業
藤井産業株式会社（ふじいさんぎょう、英: Fujii Sangyo Corporation）は、栃木県宇都宮市に本社を置く、電設商社である。

## 概要
1883年（明治16年）8月に藤井石松が鍛冶業者として藤井屋を創業したのが始まりで、1947年（昭和22年）8月に3代目社長の藤井清が鍛冶業のほか金物関係の商売を目的として藤井産業有限会社を設立した。
1955年（昭和30年）12月に株式会社化し、1991年（平成3年）10月に日本証券業協会（現：JASDAQ）に上場し、現在に至る。

## グループ企業
- コマツ栃木株式会社
- 関東総合資材株式会社
- 弘電商事株式会社
- 藤井通信株式会社
- 藤和コンクリート圧送株式会社
- 栃木小松フォークリフト株式会社
- 株式会社日本切削工業